# توماس سومر آرنولدسن
توماس سومر آرنولدسن (دانمارکی: Thomas Sommer Arnoldsen؛ زادهٔ ۱۱ ژانویهٔ ۲۰۰۲) بازیکن هندبال اهل دانمارک است.